# Harun al Raschid
Harun al Raschid è un film muto del 1924 diretto da Mihály Kertész (Michael Curtiz).
La sceneggiatura di Ladislaus Vajda si basa sul romanzo di Paul Frank.

## Produzione
Il film fu prodotto dalla Sascha-Film.

## Distribuzione
Il film uscì nelle sale cinematografiche austriache il 21 marzo 1924. In Francia, venne distribuito con il titolo L'Amour est maître l'11 luglio 1924.